# Molí del Salvat de Baix
El Molí del Salvat de Baix és una obra de Cornudella de Montsant (Priorat) inclosa a l'Inventari del Patrimoni Arquitectònic de Catalunya.

## Descripció
Totalment destruït es manté en peu una espècie de torre de característiques molt antigues on hi ha encaixat el cacau d'un metre i mig de diàmetre cobert amb una volta ogival, la bassa ben conservada és de forma triangular. Es troba a peu de Riu i a pocs metres del molí de Dalt, pràcticament al seu peu s'inicia l'embassament de Siurana.